# ロボット兵器の運用
ロボット兵器の運用（ロボットへいきのうんよう）とは、命令を受けて自動的に行動する兵器の使い方の解説。また、その事例・戦歴も参考記述する。

## ロボット兵器のシステム
2007年7月、の時点では、 実際に無人兵器の使用されるとき、衛星経由の通信により、司令部から直接に武器の管制がおこなわれ、人間の操作により武力攻撃する。（ターゲットの設定はプレデターの映像によりオペレーションコントロールセンターで行われる。飛行する無人機（プレデター）の撮影する映像・情報をホワイトハウス、ペンタゴン、フロリダ州にある中央軍司令部などでリアルタイムで見ている）
米軍の無人飛行機 (UAV) RQ-1 プレデターも、4機ワンセット、衛星通信で24時間の運用がなされている。その運用の実際は軍事機密であるが、ニュースなどから、司令部の計画にしたがってプレデターは飛行して現地・接敵現場から司令部に命令を要求する衛星経由のリンクがつながり、攻撃命令は司令部から操作するオペレータに対して出される。それを受けてオペレータが攻撃命令をプレデターに出す。（間違って攻撃などないようにしている）その結果、ロボットは敵味方識別も、武器管制も、今のところ判断する必要はない。

## 連絡・管制の維持
このように人間のオペレータの操作が現在のロボット兵器には絶対必要である。その不安定なロボット兵器が実戦配備されている背景には、アメリカ軍の制空権の完全維持状態がある。位置測定のためのGPSを妨害することもできないほど、完全な制空権がある。したがって、航空機などの連絡・管制の維持も完全であると考えられる。
2007年8月にイラク戦場に地上キャタピラ型ロボットが投入された。地上戦の場合は連絡・管制が困難になることも想定される。したがって、運用・作戦目的などは発表されていない。（史上初、タロン3台配備でさらに20台の要求が出ているという）
ニュースなどで発表されている、地上作戦での、連絡・管制維持のための方法は
- 光ファイバーコードによるリモートコントロール
- 視線接続（見える範囲に弱い赤外線で光通信する）
- 無人航空機などからの上空からの電波による通信

いずれも、妨害・連絡障害による管制不能を避けるための技術であると考えられる。

## 無人飛行機と民間航空管制
軍用UAVは、パイロットが搭乗しないため他の航空機に障害を与える恐れがあるため、特定空域（戦場や演習空域）に運用が制限されている。しかし将来、無人機の性能安全性が向上すれば、他の航空機・航空路に与える影響も含め、空域制限する必要がなくなるものと考えられている。すでに、2004年2月、民間の専門家を含め軍用UAVの民間空域、飛行、可能性の検討も始まっている。検討課題として無人機の飛行が他の航空機に悪影響を与えないこと、航空交通管制手順が有人航空機と矛盾しないこと、などである。

## ロボット兵器の戦歴
当初、無人飛行機の運用は偵察任務からスタートしたが、アフガニスタン戦争（2001年10月）以後はミサイル等による攻撃・殺害も行われるようになった。これには、以前にアメリカ軍が無人機偵察によりアルカーイダ指導者ビンラディンを発見しながら、当時有効な攻撃手段を持たなかったために取り逃がしてしまい、結果アメリカ同時多発テロ事件を阻止出来なかった事が大きいと言われている。
2003年イラク戦争開戦直前、哨戒飛行中のRQ-1AプレデターUAVがイラク軍ミグ25にスティンガー・ミサイルを発射。命中せず、ミグ25のミサイルによりプレデターは撃墜された。これが、史上初めての無人機と有人戦闘機が空戦した事例であるといわれている。
2012年11月1日　米軍の無人偵察機がペルシャ湾の公海上空で、イラン戦闘機から攻撃を受けた。少なくとも2度の射撃をされたが、偵察機に銃弾は当たらなかったと報道された。

## リビアでの制圧軍事行動にプレデターを運用
2011年4月22日　リビア、ミスラタでの政府軍と反体制派の戦闘に、無人機「プレデター」による爆撃をオバマ大統領が承認し、今後も常時2機を投入していくと報道された。